# Asota dicta
Asota dicta är en fjärilsart som beskrevs av Butler 1875. Asota dicta ingår i släktet Asota och familjen nattflyn. Inga underarter finns listade i Catalogue of Life.